# Die Weber
Os Tecelões (Die Weber em alemão, De Waber em alemão da Silésia) é uma peça escrita pelo dramaturgo alemão Gerhart Hauptmann em 1892 e que foi apresentada pela primeira vez no novo teatro de Berlim em fevereiro de 1892. A peça retrata com simpatia um grupo de tecelões da Silésia que concretizaram uma insurreição na década de 1840 devido às suas inquietações com a Revolução Industrial.
A peça foi traduzida para iídiche por Pinchas Goldhar na década de 1920, após o que se tornou uma peça favorita dos palcos iídiche. Em 1927, foi adaptada para um filme mudo alemão Os Tecelões dirigido por Frederic Zelnik e Paul Wegener. Uma versão foi encenada na Broadway em 1915-1916.

## Inspiração
Os Tecelões é baseada no ensaio do revolucionário comunista Wilhelm Wolff, próximo de Karl Marx e outros, sobre a revolta dos tecelões na Silésia em 1844 e sua supressão, Das Elend und der Aufuhr em Schlesien.

## Resumo da trama
A maioria dos personagens são proletários lutando pelos seus direitos.

## Crítica
Comentários de Barrett H. Clark: "como uma das experiências de Gerhart Hauptmann na dramaturgia, Os Tecelões tem grande significado. Em vez de um herói, ele criou uma multidão; esta multidão é, portanto, o protagonista — ou a personagem principal — e se há indivíduos que emergem da base eles não são lançados para o primeiro plano por muito tempo. São os tecelões como classe que estão sempre diante de nós, e a unidade da peça está neles e nelas apenas; eles são apenas partes de uma imagem maior que toma forma à medida que a história avança e não se destinam a ser tomados como indivíduos importantes"